# Solvi Stübing
Solvi Stübing, néha:Solvi Stubing (Berlin, 1941. január 19. – Róma, 2017. július 3.) német színésznő.

## Élete
Berlinben született. Olaszországban ismertségre tett szert, mikor a Birra Peroni sör reklámjában szerepelt. Rengeteg, főként olasz és német, filmben játszott szerepet és  erotikus filmekben is részt vállalt. Az 1970-es években a Playboy magazin olasz kiadásában jelentek meg meztelen képei. Az 1980-as és az 1990-es években több filmmel kapcsolatos televíziós műsora is volt. Stübing 76 éves korában hunyt el Rómában.

## Válogatott filmográfia
- Olasz furcsaságok (1965)
- Én, én, én... és a többiek (1966)
- How We Robbed the Bank of Italy (1966)
- Secret Agent Super Dragon (1966)
- Tiffany Memorandum (1967)
- Halott cowboy nem cowboy  (1969)
- Őrület a köbön (1970)
- Blindman (1971)
- Strip Nude for Your Killer (1975)
- Deported Women of the SS Special Section (1976)
- Forgalmi dugó (1979)
- Emlékek tava (2011)

## Fordítás
- Ez a szócikk részben vagy egészben  a   Solvi Stubing című angol Wikipédia-szócikk fordításán alapul.  Az eredeti cikk szerkesztőit annak laptörténete sorolja fel. Ez a jelzés csupán a megfogalmazás eredetét és a szerzői jogokat jelzi, nem szolgál a cikkben szereplő információk forrásmegjelöléseként.